# Mistrzostwa Świata w Lekkoatletyce 1995 – bieg na 800 m kobiet
Bieg na 800 m kobiet – jedna z konkurencji rozgrywanych podczas mistrzostw świata w lekkoatletyce w 1995. Eliminacje odbyły się 10 sierpnia, półfinały miały miejsce 11 sierpnia, finał zaś został rozegrany 13 sierpnia.
Do konkursu zgłoszonych zostało 36 zawodniczek z 29 państw.
Zawody w tej konkurencji wygrała reprezentantka Kuby Ana Fidelia Quirot. Drugą pozycję zajęła zawodniczka z Surinamu Letitia Vriesde, trzecią zaś reprezentująca Wielką Brytanię Kelly Holmes.

## Wyniki

### Eliminacje
Bieg 1
| Miejsce | Zawodniczka             | Państwo           | Wynik   |
| ------- | ----------------------- | ----------------- | ------- |
| 1.      | Patricia Djaté-Taillard | Francja           | 1:59,07 |
| 2.      | Ellen van Langen        | Holandia          | 1:59,61 |
| 3.      | Natalla Duchnowa        | Białoruś          | 2:00,13 |
| 4.      | Amy Wickus              | Stany Zjednoczone | 2:01,38 |
| 5.      | Malin Ewerlöf           | Szwecja           | 2:02,28 |
| 6.      | Julia Sakara            | Zimbabwe          | 2:03,68 |
| 7.      | Yaznee Nasheeda         | Malediwy          | 2:34,18 |

Bieg 2
| Miejsce | Zawodniczka        | Państwo         | Wynik   |
| ------- | ------------------ | --------------- | ------- |
| 1.      | Letitia Vriesde    | Surinam         | 1:59,73 |
| 2.      | Tatiana Grigorieva | Rosja           | 2:00,03 |
| 3.      | Kelly Holmes       | Wielka Brytania | 2:00,23 |
| 4.      | Tina Paulino       | Mozambik        | 2:00,75 |
| 5.      | Stella Jongmans    | Holandia        | 2:01,13 |
| 6.      | Kutre Dulecha      | Etiopia         | 2:01,74 |
| 7.      | Lorie Ann Adams    | Gujana          | 2:07,57 |
| 8.      | Fanta Camara       | Gwinea          | 2:20,78 |

Bieg 3
| Miejsce | Zawodniczka        | Państwo           | Wynik   |
| ------- | ------------------ | ----------------- | ------- |
| 1.      | Ana Fidelia Quirot | Kuba              | 2:00,84 |
| 2.      | Jelena Afanasjewa  | Rosja             | 2:01,04 |
| 3.      | Petja Strasziłowa  | Bułgaria          | 2:01,54 |
| 4.      | Joetta Clark-Diggs | Stany Zjednoczone | 2:01,70 |
| 5.      | Karen Gydesen      | Dania             | 2:04,41 |
| 6.      | Regula Zürcher     | Szwajcaria        | 2:05,87 |
| 7.      | Cheong Tsui Fong   | Singapur          | 2:19,35 |

Bieg 4
| Miejsce | Zawodniczka            | Państwo           | Wynik   |
| ------- | ---------------------- | ----------------- | ------- |
| 1.      | Maria Mutola           | Mozambik          | 1:59,93 |
| 2.      | Meredith Rainey-Valmon | Stany Zjednoczone | 2:00,13 |
| 3.      | Ella Kovacs            | Rumunia           | 2:00,95 |
| 4.      | Swetłana Myrosznyk     | Ukraina           | 2:01,24 |
| 5.      | Anne Bruns             | Niemcy            | 2:03,16 |
| 6.      | Aisling Molloy         | Irlandia          | 2:04,15 |
| –       | Inez Turner            | Jamajka           | DSQ     |

Bieg 5
| Miejsce | Zawodniczka        | Państwo  | Wynik   |
| ------- | ------------------ | -------- | ------- |
| 1.      | Inna Jewsejewa     | Ukraina  | 2:01,74 |
| 2.      | Lubow Gurina       | Rosja    | 2:01,76 |
| 3.      | Luciana Mendes     | Brazylia | 2:01,82 |
| 4.      | Charmaine Crooks   | Kanada   | 2:02,04 |
| 5.      | Ludmila Formanová  | Czechy   | 2:02,39 |
| 6.      | Jyotirmoyee Sidkar | Indie    | 2:03,68 |
| 7.      | Rita Martin        | Sudan    | 2:43,22 |

### Półfinały
Bieg 1
| Miejsce | Zawodniczka             | Państwo         | Wynik   |
| ------- | ----------------------- | --------------- | ------- |
| 1.      | Ana Fidelia Quirot      | Kuba            | 2:01,37 |
| 2.      | Kelly Holmes            | Wielka Brytania | 2:01,52 |
| 3.      | Patricia Djaté-Taillard | Francja         | 2:01,73 |
| 4.      | Letitia Vriesde         | Surinam         | 2:02,75 |
| 5.      | Jelena Afanasjewa       | Rosja           | 2:03,66 |
| 6.      | Swetłana Myrosznyk      | Ukraina         | 2:03,72 |
| 7.      | Tina Paulino            | Mozambik        | 2:04,51 |
| 8.      | Stella Jongmans         | Holandia        | 2:05,11 |

Bieg 2
| Miejsce | Zawodniczka            | Państwo           | Wynik   |
| ------- | ---------------------- | ----------------- | ------- |
| 1.      | Meredith Rainey-Valmon | Stany Zjednoczone | 1:58,49 |
| 2.      | Tatiana Grigorieva     | Rosja             | 1:58,61 |
| 3.      | Lubow Gurina           | Rosja             | 1:58,70 |
| 4.      | Ellen van Langen       | Holandia          | 1:58,86 |
| 5.      | Natalla Duchnowa       | Białoruś          | 1:59,45 |
| 6.      | Inna Jewsejewa         | Ukraina           | 2:00,93 |
| 7.      | Ella Kovacs            | Rumunia           | 2:03,31 |
| –       | Maria Mutola           | Mozambik          | DSQ     |

### Finał
| Miejsce | Zawodniczka             | Państwo           | Wynik   |
| ------- | ----------------------- | ----------------- | ------- |
| 01 !    | Ana Fidelia Quirot      | Kuba              | 1:56,11 |
| 02 !    | Letitia Vriesde         | Surinam           | 1:56,68 |
| 03 !    | Kelly Holmes            | Wielka Brytania   | 1:56,95 |
| 4.      | Patricia Djaté-Taillard | Francja           | 1:57,04 |
| 5.      | Meredith Rainey-Valmon  | Stany Zjednoczone | 1:58,20 |
| 6.      | Ellen van Langen        | Holandia          | 1:58,98 |
| 7.      | Lubow Gurina            | Rosja             | 1:59,16 |
| 8.      | Tatiana Grigorieva      | Rosja             | 2:05,55 |